# NGC 385
NGC 385 est une galaxie lenticulaire située dans la constellation des Poissons. NGC 385 a été découverte par l'ingénieur irlandais Bindon Blood Stoney en 1850.

## Caractéristiques
Sa vitesse par rapport au fond diffus cosmologique est de 4 678 ± 29 km/s, ce qui correspond à une distance de Hubble de 69,0 ± 4,9 Mpc (∼225 millions d'al).
À ce jour, une dizaine de mesures non basées sur le décalage vers le rouge (redshift) donnent une distance de 67,560 ± 19,964 Mpc (∼220 millions d'al), ce qui est à l'intérieur des valeurs de la distance de Hubble.

## Arp 331 et le groupe de NGC 452

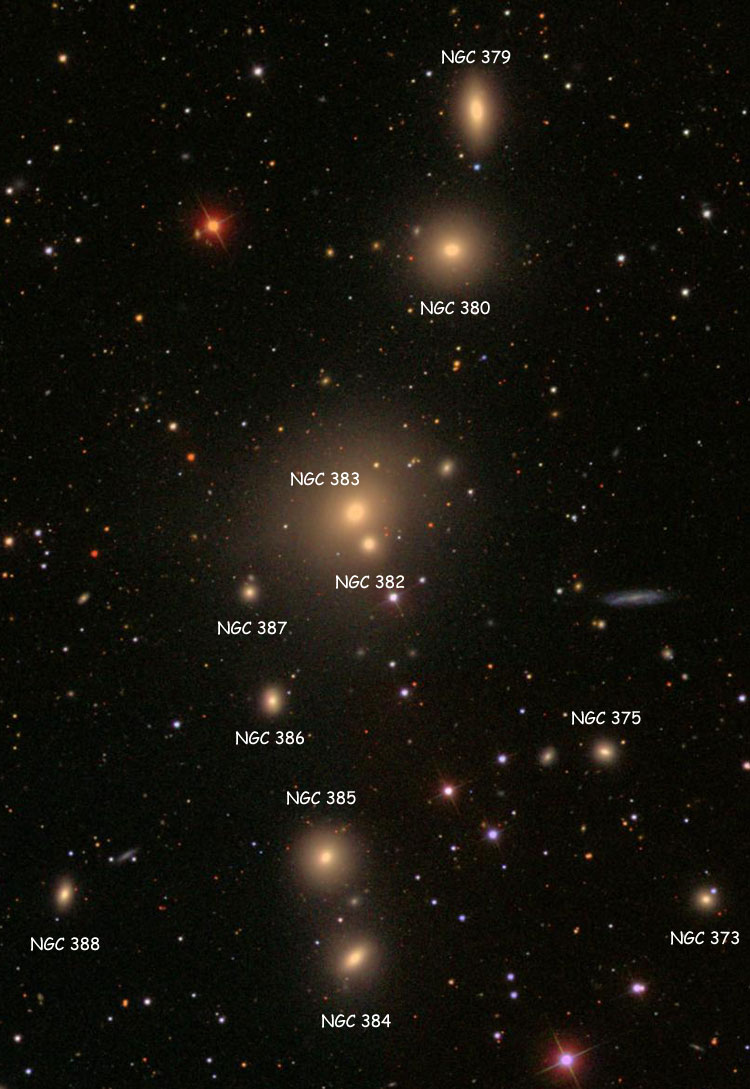
La chaine de galaxies Arp 331. (SDSS)

NGC 385 avec les galaxies NGC 375, NGC 379, NGC 380, NGC 382, NGC 383, NGC 384, NGC 386, NGC 387 et NGC 388 ont été inscrites dans l'atlas Arp sous la cote Arp 331. L'Atlas Arp cite Arp 331 comme un exemple d'une chaine de galaxies. Puisque NGC 375 est à environ 80,2 Mpc (∼262 millions d'al) et NGC 384 à environ 58,0 Mpc (∼189 millions d'al) de nous, certaines des galaxies d'Arp 331 sont très éloignées entre elles. Les galaxies de cette chaine n'appartiennent donc pas toutes à un groupe de galaxies. Cependant NGC 385 et plusieurs galaxies de cette chaîne appartiennent au groupe de NGC 452, la plus grosse galaxie d'un groupe de plus d'une vingtaine de membres.